# Fédération tunisienne de cyclisme
La Fédération tunisienne de cyclisme (FTC) est une fédération sportive tunisienne chargée d'organiser les disciplines cyclistes en Tunisie : le cyclisme sur route, le vélo tout-terrain, le cyclisme sur piste, le cyclo-cross, le BMX, le cyclisme en salle, le cyclisme handisport et le polo-vélo.
La FTC est membre de l'Union cycliste internationale, de la Confédération africaine de cyclisme ainsi que de la Fédération arabe de cyclisme.

## Présidents
- 1956-1966 : Mohamed Salah Kerkeni
- 1966-1970 : Larbi Belhaj Sadok
- 1970-1974 : Mohamed Ali Khenissi
- 1974-1984 : Rabah Rochdi
- 1984-1986 : Salem Azzouz
- 1986-1988 : Ahmed Jemmali
- 1988-1997 : Salem Azzouz
- 1997-2001 : Rabah Rochdi
- 2001-2011 : Jamel El Ouafi
- 2011-2014 : Anouar Gallas
- 2014-2016 : Naoufel Marchaoui[2]

## Logo

Logo ancien.
Logo actuel.